# Deseadà
El Deseadà és una edat de l'escala d'edats sud-americanes de mamífers terrestres (SALMA). Començà fa 29 milions d'anys i s'acabà fa 21 milions d'anys.
Fou definit als barrancs de la ría Deseado, al nord-est de la província de Santa Cruz (Patagònia argentina).
Històricament s'ha considerat el piroteri Pyrotherium romeroi com una espècie que caracteritza el Deseadà.
El gènere Trachytherus té un valor cronoestratigràfic i bioestratigràfic molt important. Sembla que la seva distribució se circumscriu al Deseadà (Oligocè superior) i que la seva distribució estratigràfica es restringeix a la part superior del membre Puesto Almendra de la formació de Sarmiento, a la conca del golf San Jorge (província de Chubut), i els estrats de Salla, a la conca de Salla-Luribay (Bolívia). A la Patagònia, Pyrotherium romeroi té la mateixa distribució estratigràfica que Trachytherus spegazzinianus. Amb aquest últim s'ha definit una biozona d'interval denominada de Trachytherus spegazzinianus, que representa la base bioestratigràfica per al reconeixement del Deseadà. S'ha recomanat també aquesta espècie per caracteritzar la fauna de l'Oligocè assignada al Deseadà a la Patagònia i Bolívia, car té un registre estratigràfic complet. El seu paracron va des de fa 27,6 milions d'anys, a Pico Truncado (Argentina), fins fa 24,8 milions d'anys, a Salla (Bolívia).
Entre els gèneres de notoungulats del Deseadà hi ha Asmodeus, Scarrittia, Leontinia i Ancylocohelus.
Al nord-est de l'Argentina, el Deseadà correspon a la formació Fray Bentos, present a les províncies de Corrientes i Entre Ríos, així com a l'oest de l'Uruguai.
A la província de Río Negro, es presenta en el perfil que corona l'altiplà de Colitoro.